# (8005) Albinadubois
(8005) Albinadubois ist ein Asteroid des mittleren Hauptgürtels, der am 16. Juni 1988 von der US-amerikanischen Astronomin Eleanor Helin am Palomar-Observatorium (IAU-Code 675) auf dem Gipfel des Palomar Mountain etwa 80 Kilometer nordöstlich von San Diego in Kalifornien entdeckt wurde.
Der Asteroid wurde nach der französischen Journalistin und Filmproduzentin Albina du Boisrouvray (* 1942) benannt, die 1992 das FXB Center for Health & Human Rights an der Harvard School of Public Health errichtete.